# Chaumuhan
Chaumuhan là một thị xã và là một nagar panchayat của quận Mathura thuộc bang Uttar Pradesh, Ấn Độ.

## Nhân khẩu
Theo điều tra dân số năm 2001 của Ấn Độ, Chaumuhan có dân số 9881 người. Phái nam chiếm 54% tổng số dân và phái nữ chiếm 46%. Chaumuhan có tỷ lệ 47% biết đọc biết viết, thấp hơn tỷ lệ trung bình toàn quốc là 59,5%: tỷ lệ cho phái nam là 59%, và tỷ lệ cho phái nữ là 32%. Tại Chaumuhan, 20% dân số nhỏ hơn 6 tuổi.